# Оронцій Фінеус
Оронцій Фінеус, Оронцій Фіней (лат. Orontius Finnæus, Finæus Orontius, фр. Oronce Finé, 20 грудня 1494, Бріансон (нині — в департаменті Верхні Альпи), Франція — 8 серпня 1555, Париж) — французький математик і картограф.

## Життєпис

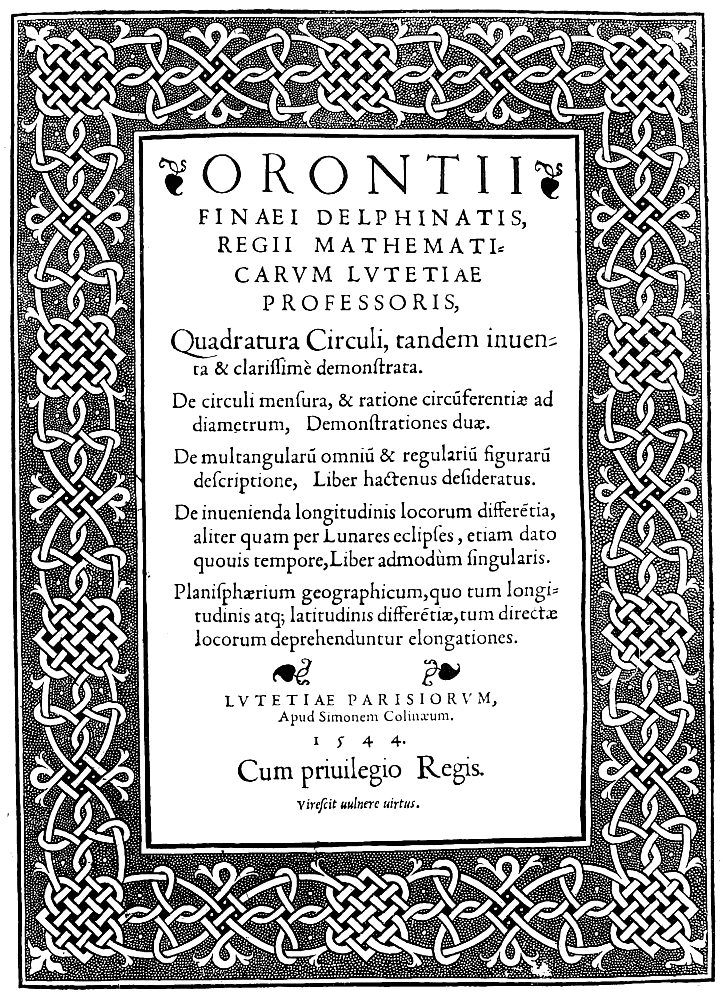
Quadratura circuli, 1544

Займаючись в Парижі викладанням математики, Оронцій звернув на себе своїми викладацькими здібностями загальну увагу такою мірою, що в 1532 році власне для нього була заснована в Королівській колегії особлива кафедра. На його лекції приходили всі освічені люди Парижа: вчені та художники, чиновники і придворні, посли, принци і навіть король Франциск I. Більшість його сучасників поділяла погляд, що він висловив у листі до короля Франциска I (надрукований у вигляді введення до твору «Protomathesis»), погляд на себе, як засновника нового вивчення математики у Франції. Слава його не тільки як професора, але і як вченого поширилася у Європі. Як блискучий професор і діяч науки він зробив важливі послуги справі вивчення математичних наук у Франції, був сучасником португальця Нуніша Педру, італійця Нікколо Тарталья й француза Жана Бютео.
Не отримавши від рідних спадщини і перебуваючи протягом всього свого життя в постійній нужді, від якої не рятували його ні слава, ні навіть займана ним в Королівської колегії кафедра, він, в надії привернути до себе щедроти знатних меценатів, видавав для посвячення їм одні і ті ж свої твори в різних видах: то в окремому виданні, то в формі зборів, то у вигляді простого передруку зі зміненим заголовком або в іншому форматі, то, нарешті, у вигляді переказів на іноземній мові.

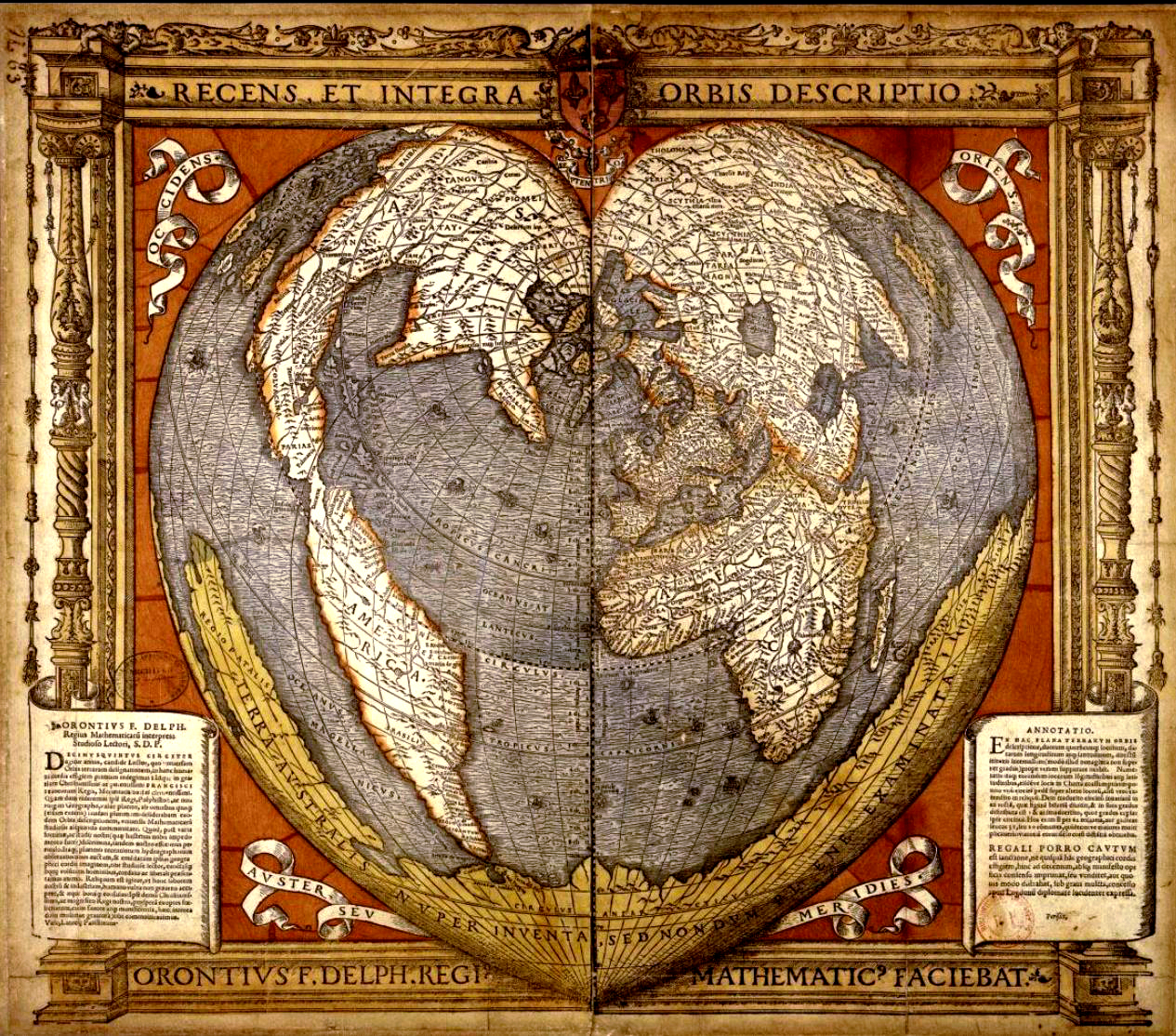
Оронцій Фіней. Карта світу у вигляді серця (внизу, імовірно, Антарктида), 1532 р.

## Карта світу
Серед спадщини Оронція слід зазначити складену ним в 1532 році карту світу, що нині зберігається в Бібліотеці Конгресу США. На ній невідкрита тоді Антарктида зображена в обрисах без крижаного покриву. Як стверджує викладач коледжу Чарльз Хепгуд в науковий обіг це карта потрапила лише в 1960 році завдяки його дослідженням.

## Праці
- «Protomathesis» (Париж, 1532);
- «De rebus mathematicis hactenus desideratis libri quatuor» (Париж, 1556);

## Вшанування
У 1935 р. Міжнародний астрономічний союз надав ім'я Оронція Фінеуса кратеру на видимій стороні Місяця.